# Jordi Prat i Soler
Jordi Prat i Soler   (Terrassa, setembre 1945 - juny 2025) va ser un enginyer, professor universitari i funcionari català. Va treballar en nombroses ocasions en encàrrecs governamentals, majoritàriament en matèria de transports. Fou el delegat estatal per a coordinar les obres de l'AVE amb el servei ferroviari de l'àrea metropolitana de Barcelona. Alhora, va impartir classes d'enginyeria a la Universitat Politècnica de Catalunya.

## Biografia
L'any 1971 es llicencià en Enginyeria de Camins, Canals i Ports a Madrid, especialitzant-se en urbanisme. L'any 1973 va aconseguir la llicenciatura d'urbanisme per la Universitat de París-VIII, i el 1974 el graduat del Curs Superior de Transport pel Conservatoire National des Arts et Métiers.
A partir del 1976 va exercir de professor a l'Escola Tècnica Superior d'Enginyers de Camins Canals i Ports de Barcelona de la Universitat Politècnica de Catalunya, fent classes de planificació territorial al departament d'Infraestructura del Transport i Territori.
De febrer de 1976 fins a octubre de 1979 va ocupar el càrrec d'enginyer tècnic de camins, encarregat d'infraestructures tècniques a l'Institut Provincial d'Urbanisme de la Diputació de Barcelona. Des d'octubre de 1979 fins a juny de 1989 formà part del Departament de Política Territorial i Obres Públiques de la Generalitat de Catalunya com a cap del Servei d'Acció Comarcal  de la Direcció General de Política Territorial, com a responsable de l'aplicació de la Llei d'alta muntanya i de l'elaboració dels deu Plans Comarcals de Muntanya. Durant el període de juny de 1989 i novembre de 1992 va integrar el Comitè Organitzador Olímpic Barcelona 92 com a responsable del projecte «Transport de la Família Olímpica» i director adjunt del Centre de Transports.
Treballà al Ministeri d'Obres Públiques, Transports i Medi Ambient com a director provincial a Barcelona, amb les funcions de director regional a Catalunya des de març de 1993 fins a agost de 1996. Des de febrer de 1997 treballa a l'Autoritat del Transport Metropolità. Exercí el càrrec de director tècnic fins a novembre de 1998 i, posteriorment, com a director de l'àrea de Planificació.
El 17 de desembre de 2006 fou escollit com a delegat ministerial encarregat de la coordinació entre ADIF (empresa pública responsable de les obres de l'AVE) amb Renfe. A més, impulsà el pla d'actuacions urgents presentat pel Ministeri de Foment el 15 de novembre de 2006 per a millorar el servei ferroviari a Barcelona. Anteriorment havia treballat com a coordinador de les obres l'AVE a Catalunya i com a director del Consorci Alta Velocitat Barcelona.